# Stefan Krauße

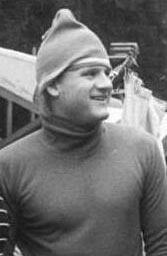
Stefan Krauße (1985)

Stefan Krauße (* 17. September 1967 in Ilmenau) ist ein ehemaliger deutscher Rennrodler.
Gemeinsam mit „Untermann“ Jan Behrendt startete er für den ASK Vorwärts Oberhof und den BSR Rennsteig Oberhof. 1988 gewannen sie bei Olympia in Calgary Silber, 1992 in Albertville Gold und 1994 in Lillehammer Bronze. 1989, 1991, 1993 und 1995 wurden sie Weltmeister im Doppelsitzer. Nach dem Gewinn der Goldmedaille bei den Winterspielen in Nagano beendete das erfolgreichste Rodel-Duo seine Karriere. Seit 1998 ist Stefan Krauße Ehrenbürger der Stadt Ilmenau.
1988 wurde er mit dem Vaterländischen Verdienstorden in Silber ausgezeichnet. Darüber hinaus wurde er am 6. Mai 2002 durch Verleihung des Silbernen Lorbeerblattes geehrt.

## Erfolge

### Weltcupsiege
Doppelsitzer
| Nr. | Datum         | Ort         | Bahn                                              |
| --- | ------------- | ----------- | ------------------------------------------------- |
| 1.  | 10. Jan. 1988 | Altenberg   | Rennschlitten- und Bobbahn Altenberg              |
| 2.  | 17. Jan. 1988 | Winterberg  | Bobbahn Winterberg                                |
| 3.  | 8. Jan. 1989  | Oberhof     | Rennrodelbahn Oberhof                             |
| 4.  | 15. Jan. 1989 | Königssee   | Kombinierte Kunsteisbahn am Königssee             |
| 5.  | 28. Jan. 1990 | Königssee   | Kunsteisbahn Königssee                            |
| 6.  | 25. Nov. 1990 | Altenberg   | Rennschlitten- und Bobbahn Altenberg              |
| 7.  | 9. Feb. 1991  | St. Moritz  | Olympia Bob Run St. Moritz–Celerina               |
| 8.  | 31. Jan. 1993 | Winterberg  | Bobbahn Winterberg                                |
| 9.  | 7. Feb. 1993  | Lillehammer | Bob- und Rennschlittenbahn Hunderfossen           |
| 10. | 2. Dez. 1993  | Sigulda     | Rennrodel- und Bobbahn Sigulda                    |
| 11. | 5. Dez. 1993  | Sigulda     | Rennrodel- und Bobbahn Sigulda                    |
| 12. | 12. Dez. 1993 | Innsbruck   | Olympia Eiskanal Igls                             |
| 13. | 19. Dez. 1993 | Winterberg  | Bobbahn Winterberg                                |
| 14. | 26. Nov. 1994 | Innsbruck   | Kunsteisbahn Bob-Rodel Igls                       |
| 15. | 27. Nov. 1994 | Innsbruck   | Kunsteisbahn Bob-Rodel Igls                       |
| 16. | 17. Dez. 1994 | Calgary     | Bob- und Rennschlittenbahn im Canada Olympic Park |
| 17. | 18. Dez. 1994 | Calgary     | Bob- und Rennschlittenbahn im Canada Olympic Park |
| 18. | 15. Jan. 1995 | Oberhof     | Rennrodelbahn Oberhof                             |
| 19. | 22. Jan. 1995 | Königssee   | Kombinierte Kunsteisbahn am Königssee             |
| 20. | 10. Dez. 1995 | La Plagne   | Bob- und Rennschlittenbahn La Plagne              |
| 21. | 17. Dez. 1995 | Winterberg  | Bobbahn Winterberg                                |
| 22. | 21. Jan. 1996 | Königssee   | Kunsteisbahn Königssee                            |
| 23. | 11. Feb. 1996 | St. Moritz  | Olympia Bobrun St. Moritz–Celerina                |
| 24. | 17. Feb. 1996 | Oberhof     | Rennrodelbahn Oberhof                             |
| 25. | 2. Feb. 1997  | Winterberg  | Bobbahn Winterberg                                |
| 26. | 6. Dez. 1997  | Innsbruck   | Kunsteisbahn Bob-Rodel Igls                       |
| 27. | 18. Jan. 1998 | Altenberg   | Rennschlitten- und Bobbahn Altenberg              |